# Ivan Gregori
Ivan Gregori (Oderzo, 25 aprile 1947) è un ex calciatore italiano, di ruolo centrocampista.

## Caratteristiche tecniche
Solitamente veniva schierato come mediano o come centrocampista di fascia sinistra.

## Carriera
Inizia la carriera nel Pordenone, in Serie D. 
Viene quindi acquistato dal L.R. Vicenza nell'estate del 1966, passando dalla Serie D alla Serie A, dove riesce a disputare 41 partite nel successivo biennio con la maglia biancorossa, prima di passare al Bologna, anch'esso in massima categoria. 
Rimane in Emilia per sei anni, arrivando a vincere due Coppe Italia e una Coppa di Lega Italo-Inglese. Nell'estate 1974 ha una breve parentesi al Genoa, in Serie B, dove non ha modo di scendere in campo per via dell'immediato ritorno in Serie A, nell'ottobre seguente, tra le file del Cagliari. 
Resta nella squadra rossoblù sino al 1977, anche dopo la retrocessione dei sardi tra i cadetti, per poi passare in Serie C con l'Fano e il Savoia, e chiudere infine la carriera nella squadra della sua città, l'Opitergina.
In carriera ha collezionato complessivamente 240 presenze e 5 reti in Serie A.

## Palmarès

### Competizioni nazionali
- Coppa Italia: 2

Bologna: 1969-1970, 1973-1974

### Competizioni internazionali
- Coppa di Lega Italo-Inglese: 1

Bologna: 1970